# Владимир Обрадовић
Владимир Обрадовић (Београд, 5. мај 1977) српски је политичар и универзитетски професор. Био је народни посланик у Скупштини Србије од августа 2022. до новембра 2023. као део посланичке групе Правац Европа (ПЕ). На изборима за одборнике Скупштине града Београда 2023. био је први кандидат коалиције Србија против насиља за градоначелника Београда. Редовни је професор на Факултету организационих наука Универзитета у Београду.
Претходно је био члан Демократске странке Србије (ДСС). Такође је био саветник министру без портфеља Ненаду Поповићу у првој влади Ане Брнабић.

## Биографија

### Академска каријера
Обрадовић је рођен 5. маја 1977. у Београду. У родном граду је завршио основну и средњу школу. Године 1998. уписао је Факултет организационих наука, смер менаџмент, који је завршио 2004. На истом факултету завршио је и докторске студије чиме је стекао звање доктора техничких наука — област организационих наука.
На Факултету организационих наука ангажован је на више обавезних и изборних предмета, како на основним тако и на постдипломским студијама. Од 2021. је редовни професор на том факултету. Уједно је и шеф Катедре за интердисциплинарна истраживања у менаџменту.

### Политичка каријера
Обрадовић је своју политичку каријеру започео као члан Демократске странке Србије.
Током 2018. био је саветник Ненаду Поповићу, министру без портфеља у првој влади премијерке Ане Брнабић и оснивачу Српске народне партије.
Био је међу ретким професорима Факултета организационих наука који су јавно говорили о плагијату докторске дисертације министра финансија Синише Малог.
Одлучио је да се поново политички ангажује уочи општих избора у Србији у априлу 2022. У интервјуу за Време истакао је да није могао да се помири с политиком владајућег режима у Србији као и да универзитетски професори морају стати на чело реформских иницијатива и подстицати промене у друштву. На предлог Странке слободе и правде, Обрадовић се као нестраначки кандидат нашао на листи Мариника Тепић — Уједињени за победу Србије на парламентарним изборима у Србији 2022. Такође је био на листи коалиције Владета Јанковић — Уједињени за победу Београда на тамошњим изборима исте године. После избора је постао посланик у тринаестом сазиву Скупштине Србије као члан посланичке групе Уједињени — ССП, ПСГ, Слога, ПЗП, која је од јуна 2023. позната под именом Правац Европа.
Крајем септембра 2023. дотадашњи градоначелник Београда Александар Шапић поднео је оставку на ту функцију. Стога је месец дана касније, 30. октобра, образован Привремени орган града Београда чији је један од чланова Обрадовић.
Крајем октобра 2023. проевропски опозициони коалициони блок Србија против насиља одлучио се за Обрадовића као кандидата за градоначелника Београда на надолазећим ванредним парламентарним изборима.

## Приватни живот
Ожењен је и отац троје деце. Поред матерњег српског, течно говори енглески, а служи се и немачким језиком.